# Les fotografies de l'Alix
Les fotografies de l'Alix (títol original en francès, Les Photos d'Alix) és un curtmetratge francès de 1981 dirigit per Jean Eustache. S'ha subtitulat al català.

## Sinopsi
Alix Cléo Roubaud comenta algunes de les seves fotografies al costat de Boris Eustache, fill del director del curt. Un trastorn es desenvolupa, imperceptiblement, al llarg del muntatge.

## Premis i reconeixements
- 1982: César al millor curtmetratge